# Borderlands
Borderlands — відеогра жанру науково-фантастичного шутера від першої особи з елементами RPG, розробленна компанією Gearbox для платформ Microsoft Windows, PlayStation 3, Xbox 360 та Mac OS X.
Гру було випущено у жовтні 2009 року у Європі та Америці; на території Росії гра була випущена у березні 2010 року. Продовження, Borderlands 2, вийшло 18 вересня 2012 року в США і 21 вересня в решті світу.

## Сюжет
У далекому майбутньому декілька кораблів колонізаторів вирушили до планети Пандора шукати ліпшої долі, а також багатств, яких вистачило б усім — відбувалася футуристична золота лихоманка.
Через деякий час після облаштування на планеті колоністи зрозуміли, що там немає нічого, окрім старих і засипаних піском руїн іншої цивілізації. Зрештою ті, хто мав гроші — утекли, а хто залишився — погрузли в хаосі та анархії.
Дехто з колоністів все ще мріяли швидко розбагатіти, шукаючи технології іншопланетян, але більшість просто намагалась вижити. Через сім земних років на планеті  (яка набагато повільніше рухається своєю орбітою) весна приходить на зміну зимі, а численні місцеві істоти, прокинувшись від сну, порушують спокій колоністів та сіють паніку.
Променем надії для тих, хто вижили, стало знайдене у передгір'ї таємниче Сховище. За чутками, в ньому зберігаються технології та таємниці давніх народів. Проблема полягала у тому, що першовідкривачів знищила якась невідома сила. Єдиним підтвердженням їхнього перебування на планеті була перервана радіопередача, де йшлося про велич знахідки, але не про місце її розташування.

## Ігровий процес
Borderlands — це шутер від першої особи з можливістю подальшого розвитку персонажа, інвентаря та інших RPG-елементів. Gearbox створили так званий «рольовий шутер». Алгоритм завдань будується на традиційних для сучасних MMORPG.
На початку гравець вибирає один із 4 класів персонажів — кожен має свої унікальні навичками та здібності. Після вибору, персонаж отримуватиме завдання від NPC, за виконання яких йому даватимуть грошики, досвід та різні предмети (англ. Loot).
Із накопиченням досвіду, буде зростати рівень персонажа, завдяки чому можна розвивати та відкривати нові можливості у деревах навичок, які мають по 3 гілки-спеціалізації. Наприклад, Мисливець може стати стрільцем далеких та ближніх дистанцій або користуватись послугами Дзьобика для атак та збору предметів. Гравці можуть розподілити кожне очко навичок на будь-який пункт, за певну платню, і перерозподілити.
Кожен персонаж починає гру з двома слотами під зброю та 12 — під предмети в інвентарі (зброя, енергетичні щити, аптечки), але пізніше зможе отримати до 4-х слотів для зброї та до 42-х слотів в інвентарі. Існують відділи для щита, модифікатора гранат та модуля класу. Боєприпаси не займають окремого відділу, але їхня кількість обмежена, це можна виправити модулями SDU. Такі модулі можна отримати за налагодження роботів Клептрепів, які періодично трапляються на шляху гравця.
Одна з головних особливостей Borderlands — вироблені у величезних кількостях зброя і предмети, створені чи знайдені у переможених противників, куплені у торговельних автоматах. Гра використовує систему «Procedural Content Creation System» для створення зброї і предметів, надаючи їм різні параметри потужності, швидкості стрільби та влучності, а також різноманітних особливих ефектів. Ця система також генерує різні типи ворогів, яких зустрічає гравець.
У гру можна грати як самому, так і разом із одним-двома гравцями в режимі split-screen чи 4 гравцями через мережу. Гра слідкує за прогресом гравця, нагороджуючи за особливу активність. Також гравці можуть брати участь в аматорських дуелях, або ж влаштовувати їх на спеціально підготовлених аренах.
Borderlands відома завдяки своєму особливому графічному стилю — суміші графіки рушія Unreal Engine 3 та елементів технології окреслення країв.
Істотними недоліками гри є непримітний сюжет та певна монотонність ігрового процесу, яка характерна для ігор на кшталт Diablo.

## Персонажі
- Ліліт
- Брік
- Роланд
- Мордекай

## Відгуки

### Реакція критиків
| Агрегатор    | Оцінка                                 |
| ------------ | -------------------------------------- |
| GameRankings | (X360) 85.83% (PS3) 84,07% (PC) 80,86% |
| Metacritic   | (X360) 84/100 (PS3) 83/100 (PC) 81/100 |

| Видання                      | Оцінка                        |
| ---------------------------- | ----------------------------- |
| Game Informer                | 9.25/10                       |
| GamePro                      | 4.5/5                         |
| GameSpot                     | (X360/PC) 8.5/10 8.0/10 (PS3) |
| GameSpy                      | 4/5                           |
| GameTrailers                 | 8.4/10                        |
| IGN                          | 8.8/10                        |
| Official Xbox Magazine (США) | 8.5/10                        |
| TeamXbox                     | 9.0/10                        |

Borderlands у цілому була добре прийнята критиками та отримала файні відгуки й набрала у середньому 85,84% для Xbox 360 (за даними GameRankings) та 83,76% для PlayStation 3 (за даними Metacritic). Джефф Герстманн з Giant Bomb дав Borderlands 4 зірки з 5, назвав її успішним шутером, «там, де інші ігри, надихнуті Diablo, на жаль провалились», але розкритикував сюжет гри, описав його товщину «не більше паперового листка», та передбачливий інтелект противників. Чарльзу Оньетту з IGN гра видалась досить приємною і він дав Borderlands 8.8 балів з 10 та нагороду «Вибір Редактора». Його зачепили «прекрасні образи, справжня механіка RPG та файний ігровий процес шутера від першої особи». Також він зауважив, що фанати рольових ігор оцінять «управління предметами та полювання за скарбами», але йому не сподобався небагатий набір навичок персонажів.
Оскільки гра за думкою журналу «Игромания» повністю розкривається лише у кооперативному режими, вона була названа Sleeper hit'ом 2009 року та була відмічена нагородою «Кооператив року».

### Рівень продажів
На кінець грудня 2009, за фінансовим звітом компанії-видавця гри Take-Two, рівень продажів гри оцінювався у 2 мільйона копій. До лютого 2010 ці цифри виросли до 3 мільйонів копій.

## Доповнення
- The Zombie Island of Dr. Ned (9 грудня 2009)
- Mad Moxxi's Underdome Riot (7 січня 2010)
- The Secret Armory of General Knoxx (23 лютого 2010)
- Claptrap's New Robot Revolution (28 вересня 2010)

## Саундтрек
- Саундтрек Borderlands